# Masaya Tashiro
Masaya Tashiro (født 1. maj 1993) er en japansk fodboldspiller, som spiller for den japanske fodboldklub Tochigi SC.